# シルヴェストレ・ヴァレラ
シルヴェストレ・マヌエル・ゴンサルヴェス・ヴァレラ（Silvestre Manuel Gonçalves Varela, 1985年2月2日 - ）は、ポルトガル共和国セトゥーバル県アルマダ出身の元サッカー選手。現役時代のポジションはFW (WG) 。

## クラブ経歴

### スポルティング
2002年からスポルティングCPのユースチームに所属し、2005年にトップチーム昇格。プロ生活を開始してから早い時期にカサ・ピアACとヴィトーリアFCへレンタル移籍した。U-21ポルトガル代表の主力選手として様々な大会でプレーするも、スポルティングでは2005-06シーズンに2試合途中出場しただけと、ファーストチームで居場所を見つけることが出来なかった。
2007-08シーズンのヴァレラは、スポルティングの同僚ベトとカルロス・マルティンスと共にスペインのレクレアティーボ・ウェルバでプレーした（ヴァレラは3度目のレンタル移籍）。リーガ・エスパニョーラでは、十分なプレー時間を与えられたにもかかわらず失望のシーズンに終わり、2008年7月にスポルティングへ復帰するも直後にCFエストレラ・アマドーラへ売却された。

### ポルト
2008-09シーズン終了直前の2009年3月、エストレラで良いプレーを見せるもチームが降格したことにより、ヴァレラは自由移籍でFCポルトと4年契約（2009年7月からスタート）を結んだ。
ポルトでの最初のシーズンは、コロンビア代表ストライカーのラダメル・ファルカオに次ぐチーム2位の得点を挙げ好調だったものの、2010年3月の練習中に腓骨を負傷したことによりシーズンを終了。チームも3位に終わった。
2010-11シーズンは、アンドレ・ビラス・ボアス監督の下でファルカオとフッキと共に3トップを形成し、カップ, UEFAヨーロッパリーグ 2010-11, そしてリーグ戦では1部でキャリアトップとなる10ゴールを決め、無敗優勝の偉業達成とトレブルに大きく貢献した。
しかし、2011-12シーズンにビトール・ペレイラが新監督に就任すると、ヴァレラは2人のポルトガル代表選手のベト, ルベン・ミカエルのようにファーストチームでは重要視されなくなり、ハメス・ロドリゲスにポジションを奪われていった。2012年2月16日、UEFAヨーロッパリーグ 2011-12ラウンド32第1戦マンチェスター・シティFCをホームに迎えた試合で珍しくスタメン出場すると、先制ゴールを決めたが1-2で逆転負けした。
2014年8月24日、ウェスト・ブロムウィッチ・アルビオンFCにレンタル移籍したが、出場機会に恵まれず、2015年1月20日にパルマFCへレンタル移籍した。

## 代表経歴

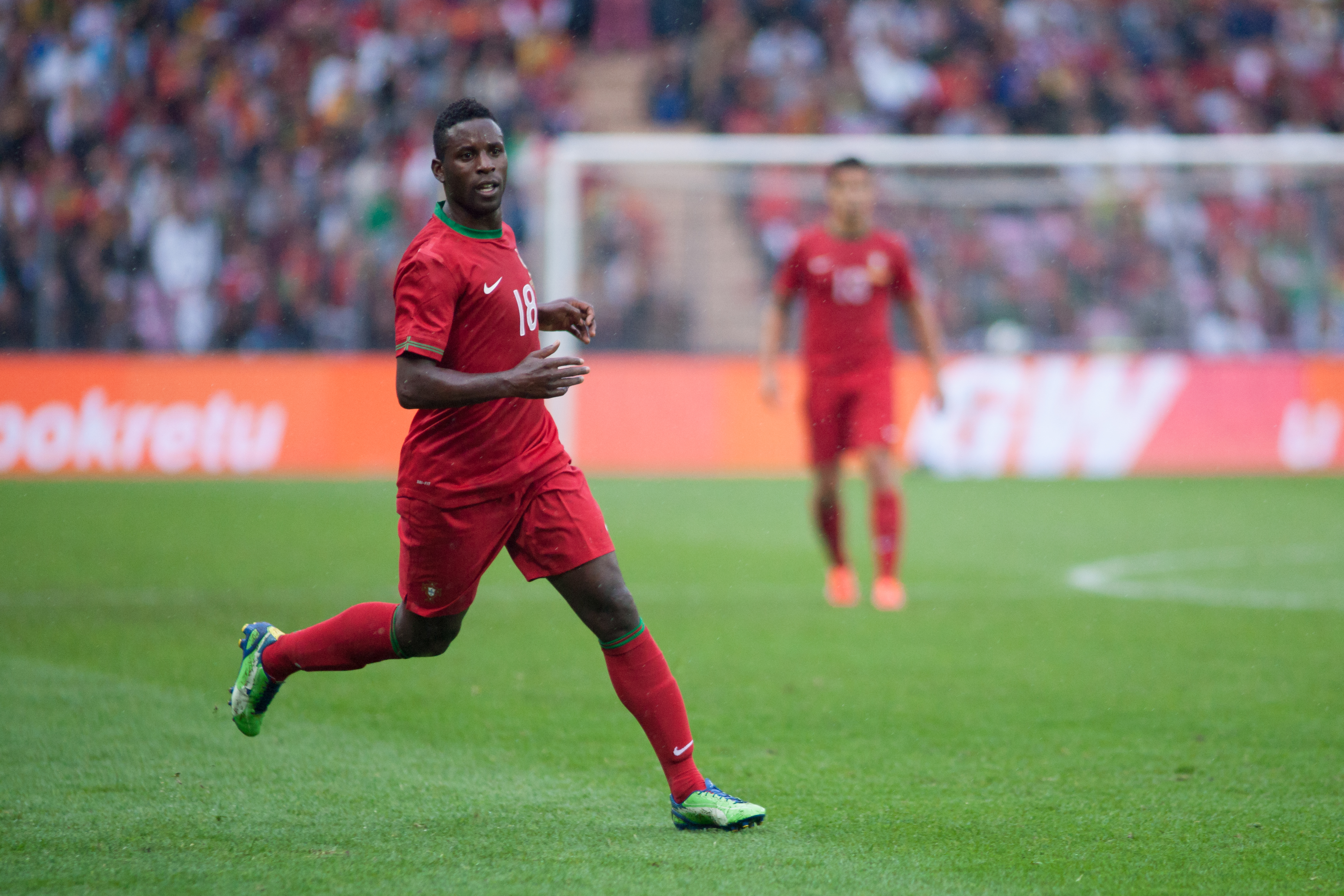
ポルトガル代表でプレーするヴァレラ

2010年3月3日、コインブラで行われた中国との親善試合で後半から出場。2-0でA代表デビュー戦を勝利で飾った。2011年3月26日のレイリアで1-1で引き分けたチリとの親善試合で代表初得点を記録。
パウロ・ベント監督の下でUEFA EURO 2012に臨む23名にも選出された。初戦のドイツ戦で1点のビハインドを追う中、残り10分のところでラウール・メイレレスに代わりピッチに入るも、そのまま追いつけず0-1で敗北した。グループリーグ第2戦のデンマーク戦では同点とされた直後に再びメイレレスに代わり後半39分から途中出場すると、その3分後に最初のボールタッチから決勝ゴールを挙げポルトガルの大会初勝利に貢献し、グループリーグ突破に望みを繋げた。
2014 FIFAワールドカップグループリーグ第2戦のアメリカ戦では、後半途中から出場し、ロスタイムに同点ゴールを挙げポルトガルを敗退の危機から救った。

## 代表歴

### 出場大会
- ポルトガル代表
  - 2014 FIFAワールドカップ

### 試合数
- 国際Aマッチ 27試合 5得点（2010年-2015年）[10]

| ポルトガル代表 | 国際Aマッチ | 国際Aマッチ |
| 年             | 出場        | 得点        |
| -------------- | ----------- | ----------- |
| 2010           | 2           | 0           |
| 2011           | 3           | 1           |
| 2012           | 10          | 2           |
| 2013           | 5           | 1           |
| 2014           | 6           | 1           |
| 2015           | 1           | 0           |
| 通算           | 27          | 5           |

## タイトル

### クラブ
FCポルト
- UEFAヨーロッパリーグ 2010-11
- スーペル・リーガ 2010-11, 2011-12, 2012-13
- タッサ・デ・ポルトガル 2009-10, 2010-11
- ポルトガル・スーパーカップ 2009, 2010, 2011, 2012, 2013